# Voorstad 2
De Voorstad 2 is een rijksmonumentaal vrijstaand herenhuis, voltooid in 1905 in Sittard in de Nederlandse provincie Limburg.

## Geschiedenis
Het herenhuis is in een door het Eclecticisme beïnvloede traditionele stijl (baksteengothiek) gebouwd voor wijnhandelaar Nicolaas Rutten. De achterste kelders plus het achterhuis, dat verscheidene keren is verbouwd, dateert echter al uit de 18e eeuw. Wijnhandelaar Rutten liet in het voorhuis nog lagerkelders bouwen. In 1908 liet Rutten in de tuin een koetshuis bouwen, direct om de hoek aan de Parklaan 5 (het huidig Casa Mia). Dit koetshuis heeft de vorm van een kasteel, dat de verdwenen Limbrichterpoort in herinnering moet brengen. Ook kreeg de tuin toegang aan de Voorstad extra torentjes en een toegangsbrug die in de 60-er jaren voor de overkluizing van de beek gesloopt werd. De architecten vader en zoon Kayser zijn verantwoordelijk voor het ontwerp.
Het pand Voorstad 2 is van cultuurhistorische betekenis als uitdrukking van een lokale sociaal-economische en een typologische ontwikkeling. De architectuurhistorische waarden worden bepaald door de bouwstijl, de hoogwaardige esthetische kwaliteiten, materiaalgebruik, ornamentiek en de bijzondere samenhang tussen exterieur en interieur. Het pand is vanwege de situering sterk verbonden met de ontwikkeling cq. uitbreiding van Sittard, is van grote betekenis voor het aanzien van de stad en beschikt over een historisch-ruimtelijke relatie met de inmiddels overkluisde, door de stad lopende beek.  
Het pand Voorstad 2 heeft samengestelde delen met een architectonische gaafheid, die varieert van beperkt (het achterhuis) tot aanzienlijk (het voorhuis en de oude lagerkelders). Het geheel is van groot belang voor de structurele en visuele gaafheid van de stedelijke omgeving. Bovendien beschikt het pand Voorstad 2 over een aanzienlijke architectuurhistorische, typologische en functionele zeldzaamheidswaarde. Het pand Voorstad 2 vertegenwoordigt een algemeen belang vanwege het geheel van voornoemde waarden.  
Na het overlijden van de heer Rutten werd rond 1919 het pand voor  korte tijd deels gebruikt door Henri van Groenendael, politicus, activist en kamerlid die ijverde voor aansluiting van Limburg bij België.  
Onlangs werd op een zolder het nog aanwezige archief van de weduwe Rutten-Jansen de latere gravin Rochechouart de Rochejaquelein ontdekt. Zij had delen van het pand tot circa 1948 nog in gebruik had o.a. om Prins Hendrik in gepaste stijl te kunnen ontvangen. Dit archief in beschikking gesteld van het gemeentelijke stadsarchief van Sittard.  
Vanaf 1929 was het pand in bezit van Bernard Kleikamp en was er een winkel in kachels en haarden, ijzerwaren en gereedschap in het pand gevestigd. In bijgebouwen in de tuin waren een kuiperij en een smederij. Dit familiebedrijf, Kleikamp, ging later ook modelbouw artikelen verkopen. In 1937 werd het rechter gedeelte van het Koetshuis “ Casa Mia” verbouwd naar een ontwerp van Jos Wielders, waar het huidige aanzien van “ Casa Mia” aan te danken is. Dit koetshuis is een gemeentelijk monument. Na meer dan 80 jaar sloot Kleikamp en sinds 2015 is er een brasserie“ Leven” gevestigd in het pand.
Het pand is sinds 1929 nog steeds in het bezit van de familie Kleikamp.

## Fotogalerij

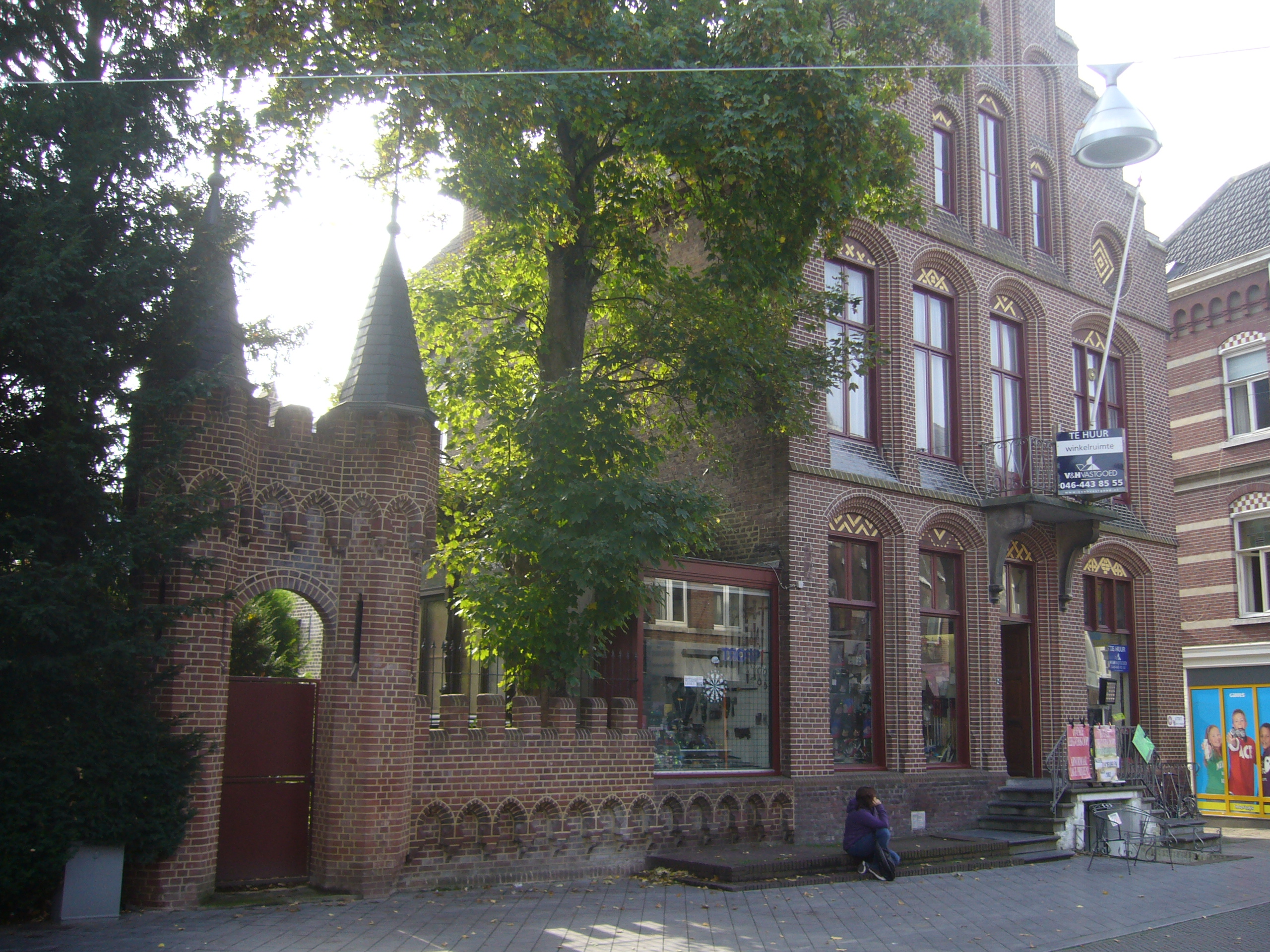
Herenhuis Voorstad 2 (rijksmonument)
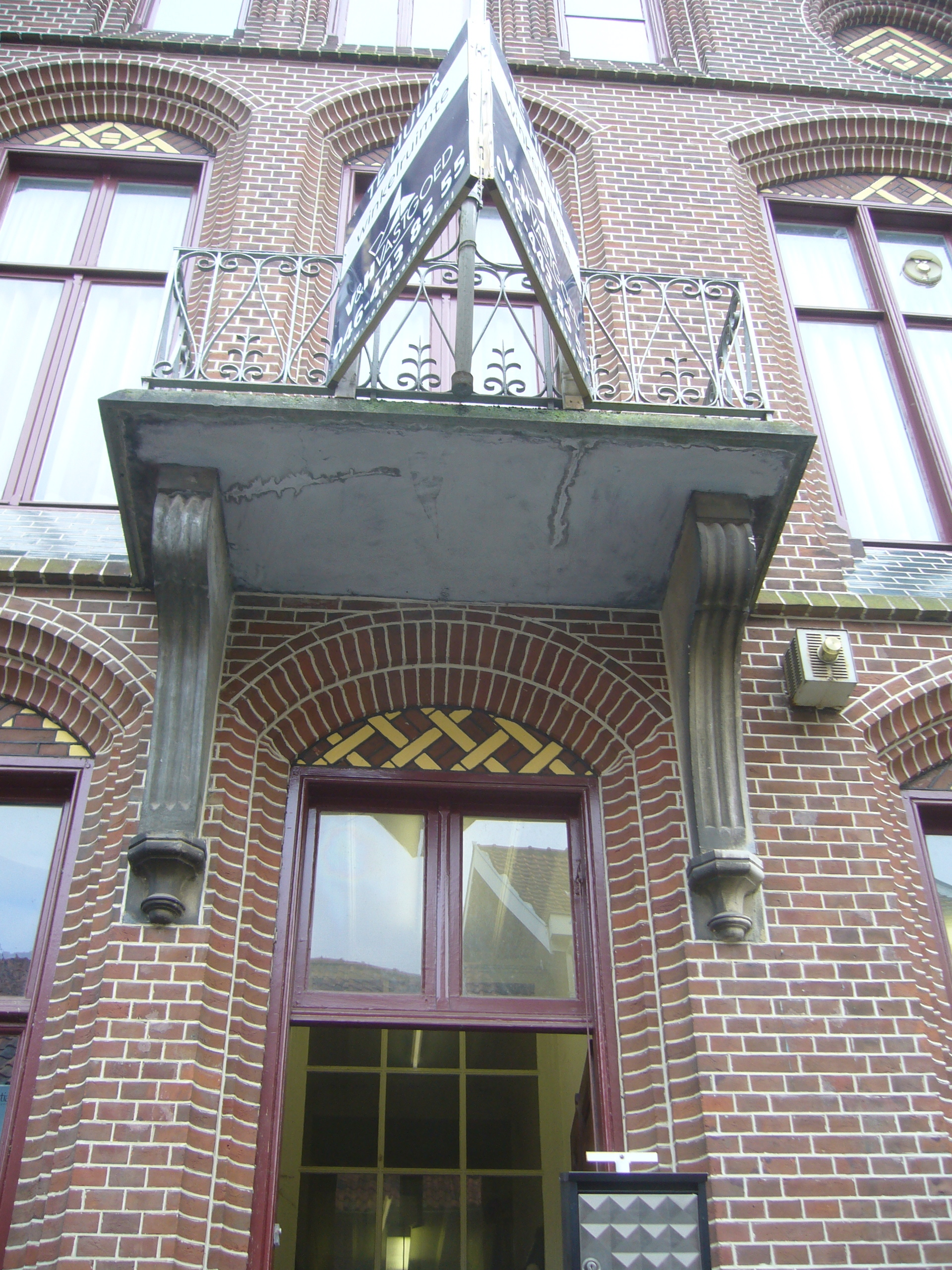
Toegang
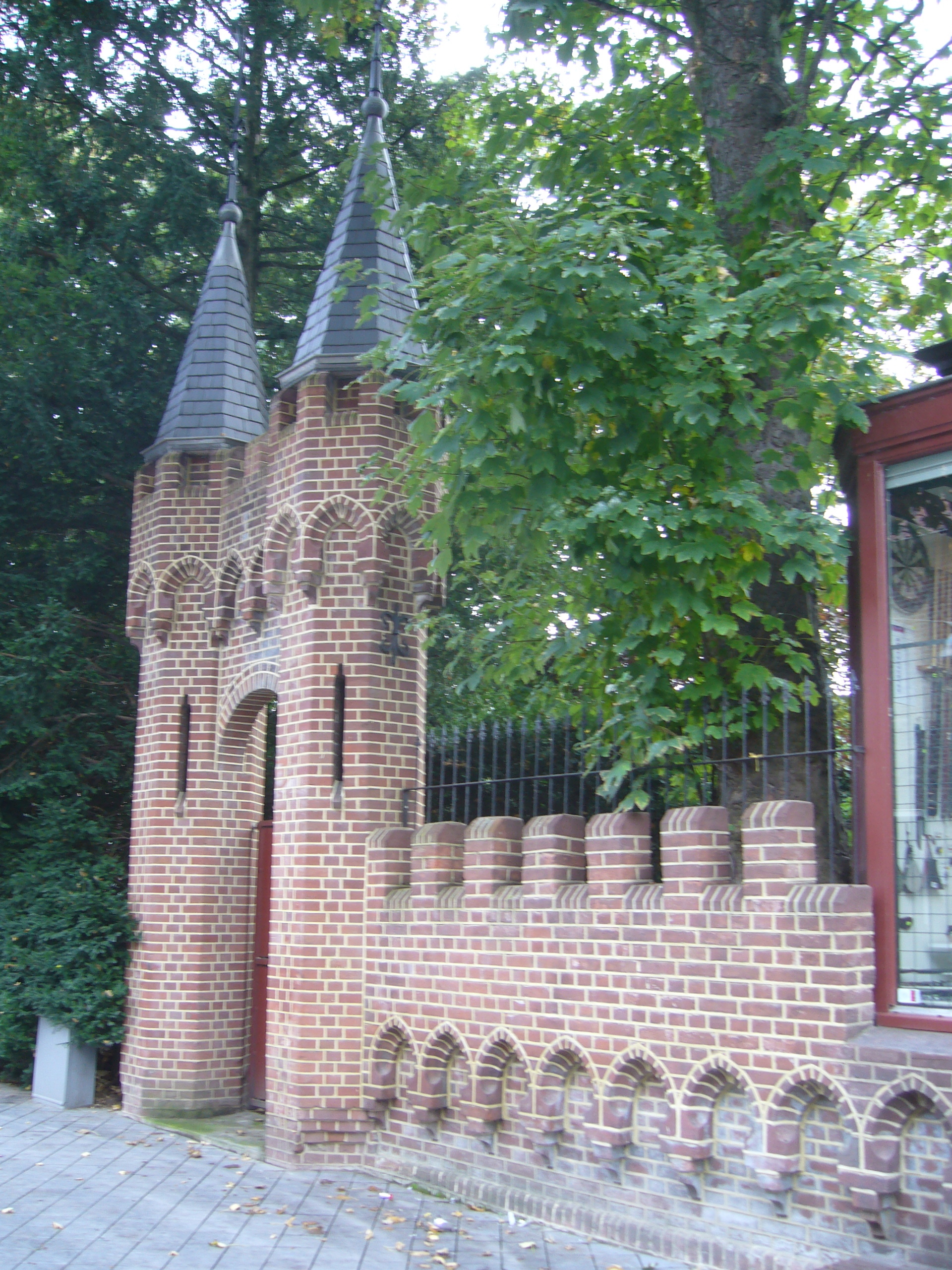
Tuinpoort